# Chuyến bay 6936 của Caspian Airlines
Chuyến bay 6936 của Caspian Airlines (IV6936/CPN6936) là một chuyến bay nội địa do hãng hàng không Caspian Airlines khai thác bằng máy bay McDonnell Douglas MD-83 trượt khỏi đường băng khi hạ cánh xuống sân bay Mahshahr, Iran vào ngày 27 tháng 1 năm 2020. Tất cả 144 người trên máy bay sống sót và chỉ 2 người bị thương nhẹ.

## Máy bay
McDonnell Douglas MD-83, đăng ký EP-CPZ. Chiếc máy bay thực hiện chuyến bay đầu tiên vào ngày 1 tháng 8 năm 1994 sau đó phục vụ 6 hãng hàng không trước khi được giao cho Caspian vào ngày 1 tháng 8 năm 2012.

## Tai nạn
Chuyến bay 6936 khởi hành từ Tehran lúc 06:35 giờ địa phương (02:05 UTC) và hạ cánh tại sân bay Mahshahr lúc 07:50. Máy bay trượt khỏi đường băng khi hạ cánh, cắt qua đường cao tốc Mahshahr - Sarbandar cách đường băng 170 mét (560 ft). Tất cả 144 người trên máy bay, bao gồm 135 hành khách và 9 thành viên phi hành đoàn sống sót. Càng hạ cánh của máy bay bị sập khi trượt khỏi đường băng.

## Điều tra
Tổ chức Hàng không Dân dụng Iran mở cuộc điều tra về vụ tai nạn.